# Parafia Zesłania Ducha Świętego w Otwocku
Parafia Zesłania Ducha Świętego w Otwocku – parafia rzymskokatolicka należąca do dekanatu otwockiego diecezji warszawsko-praskiej, metropolii warszawskiej.
Powstała w 1989 z podziału parafii św. Wincentego à Paulo w Otwocku.
Kościół parafialny wybudowany w latach 80. XX wieku. Mieści się przy ulicy Żeromskiego. W parafii posługę pełnią księża Pallotyni.

## Historia
Początki pallotyńskiej historii w Otwocku rozpoczęły się w 1950 roku. Wtedy to, 5 lutego 1950 roku Stowarzyszenie Apostolstwa Katolickiego, czyli Pallotyni, nabyli dwa drewniane domki razem z zalesioną posesją przy ulicy Żeromskiego 6. Od samego początku rozpoczęto tu pracę duszpasterską, a następnie także katechetyczną przy małej kapliczce, mieszczącej się w części domu. Organizowano również rekolekcje i dni skupienia dla osób świeckich. W 1981 roku władze państwowe wyraziły zgodę na budowę domu leczniczo-wychowawczego dla członków stowarzyszenia oraz kaplicy dla okolicznej ludności.
Projektantem całego kompleksu budynków jest mgr inż. arch. Zbigniew Pawelski. Budowę dwupoziomowego kościoła rozpoczęto w 1983 roku. Kamień węgielny pochodzący z grobu św. Piotra i poświęcony przez papieża Jana Pawła II został wmurowany we fronton kościoła 20 października 1985 roku przez ks. biskupa Jerzego Modzelewskiego. Budowę ukończono w 1987 roku. Konsekracji kościoła dokonał ks. biskup Marian Duś 7 maja 1988 roku.
Dekretem J.E. Józefa kardynała Glempa, Prymasa Polski z dnia 20 lipca 1989 roku została ustanowiona przy kościele parafia pod wezwaniem Zesłania Ducha Świętego. Dekret wszedł w życie 1 sierpnia 1989 roku. Pierwszym proboszczem parafii został ks. Stanisław Świerczek SAC (do 1994 r.). Jego następcą został ks. Józef Gwozdowski SAC (w latach 1994–1999). Kolejnym proboszczem został mianowany ks. Tomasz Pławny SAC (w latach 1999–2005). W latach 2012–2021, parafię prowadził ks. Krzysztof Wojda SAC. Od 2022 proboszczem parafii jest ks. Wiesław Wilmański SAC. 

## Wspólnoty i Ruchy
- Liturgiczna Służba Ołtarza
- Ruch Światło-Życie
- Żywy Różaniec
- Szkoła Nowej Ewangelizacji
- Zespół Charytatywny
- Parafialny zespół muzyczny Godzina Uwielbienia
- Schola dziecięca
- Anonimowi Alkoholicy

## Proboszczowie
- ks. Stanisław Świerczek (1989– 1994)[2]
- ks. Józef Gwozdowski(1994–1989)[2]
- ks. Tomasz Pławny (1999–2005)[2]
- ks. Wiesław Chudzik (2005–2011)[2]
- ks. Krzysztof Wojda (2011–2022 )[3]
- ks. Wiesław Wilmański (2022 – )[1][4]